# ボシュロム

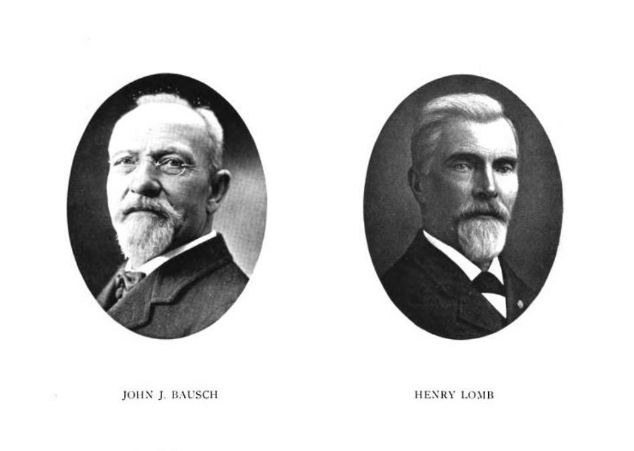
ジョン・ボシュとヘンリー・ロム

ボシュロム（Bausch + Lomb）は、カナダのケベック州ラヴァルに本社を置く眼科用医療製品のメーカーである。コンタクトレンズ、レンズケア製品、医薬品、眼内レンズ、その他眼科手術用製品を製造している。
1853年、アメリカ合衆国ニューヨーク州ロチェスターで、眼鏡職人のジョン・ボシュと家具職人のヘンリー・ロムによって設立された。2013年まで同所に本社を置き、アメリカにおける最も古い企業の一つであった。
かつてはニューヨーク証券取引所に上場していた公開企業だったが、2007年にプライベート・エクイティ・ファームのウォーバーグ・ピンカスに買収され、上場を廃止した。2013年5月、カナダに本社を置くバリアント・ファーマシューティカルズ（Valeant Pharmaceuticals、現 ボシュ・ヘルス）が、ウォーバーグ・ピンカス社からボシュロム社を現金85.7億ドルで買収することが発表された。この買収には、ボシュロム社の負債の返済に充てられた42億ドルが含まれている。この買収は株主総会で承認され、2013年8月5日に取引が完了した。

## 歴史

### 創業

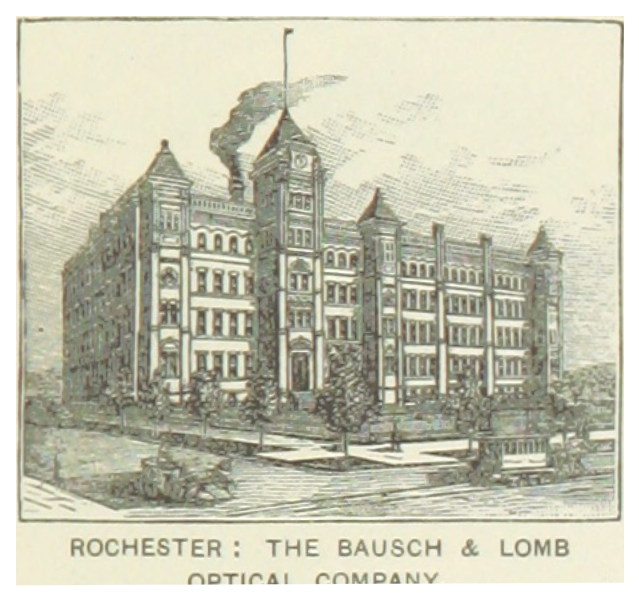
New York headquarters of the Bausch & Lomb Optical Company in 1891

1849年、バーデン＝ヴュルテンベルク州のズッセン生まれの創業者ヨハン・ヤーコプ・バウシュことジョン・ジェイコブ・ボシュ(John Jacob Bausch)とハインリヒ・ロンプことヘンリー・ロム(Henry Lomb)がアメリカに移民した。2人はロチェスターで出会い、互いにドイツ系移民であることから友人となった。
1853年、2人はロチェスターで片眼鏡（モノクル）を製造する小さな工場を設立した。1861年までに2人の事業は、硬質ゴム製の眼鏡フレームやその他の精密な視覚製品の製造にまで拡大した。

### 初期の成長
南北戦争中、北軍による海上封鎖により、金やヨーロッパから輸入する材料（鹿の角や亀の甲羅など）の価格が高騰した。その結果、硬質ゴムを使ったボシュロムの眼鏡の需要が高まった。
1876年にエルンスト・グンドラッハが入社し、顕微鏡の製造を開始した。同年、ボシュロム社はフィラデルフィア万国博覧会で優秀賞を受賞した。また、写真レンズ（1883年）、眼鏡レンズ（1889年）、ミクロトーム（1890年）、双眼鏡、望遠鏡（1893年）なども製造していた。1892年からは、ドイツのカール・ツァイス社と提携して光学レンズを生産した。19世紀末には、眼鏡、顕微鏡、双眼鏡のほか、映写機、カメラレンズ、カメラ用絞りなども製造していた。

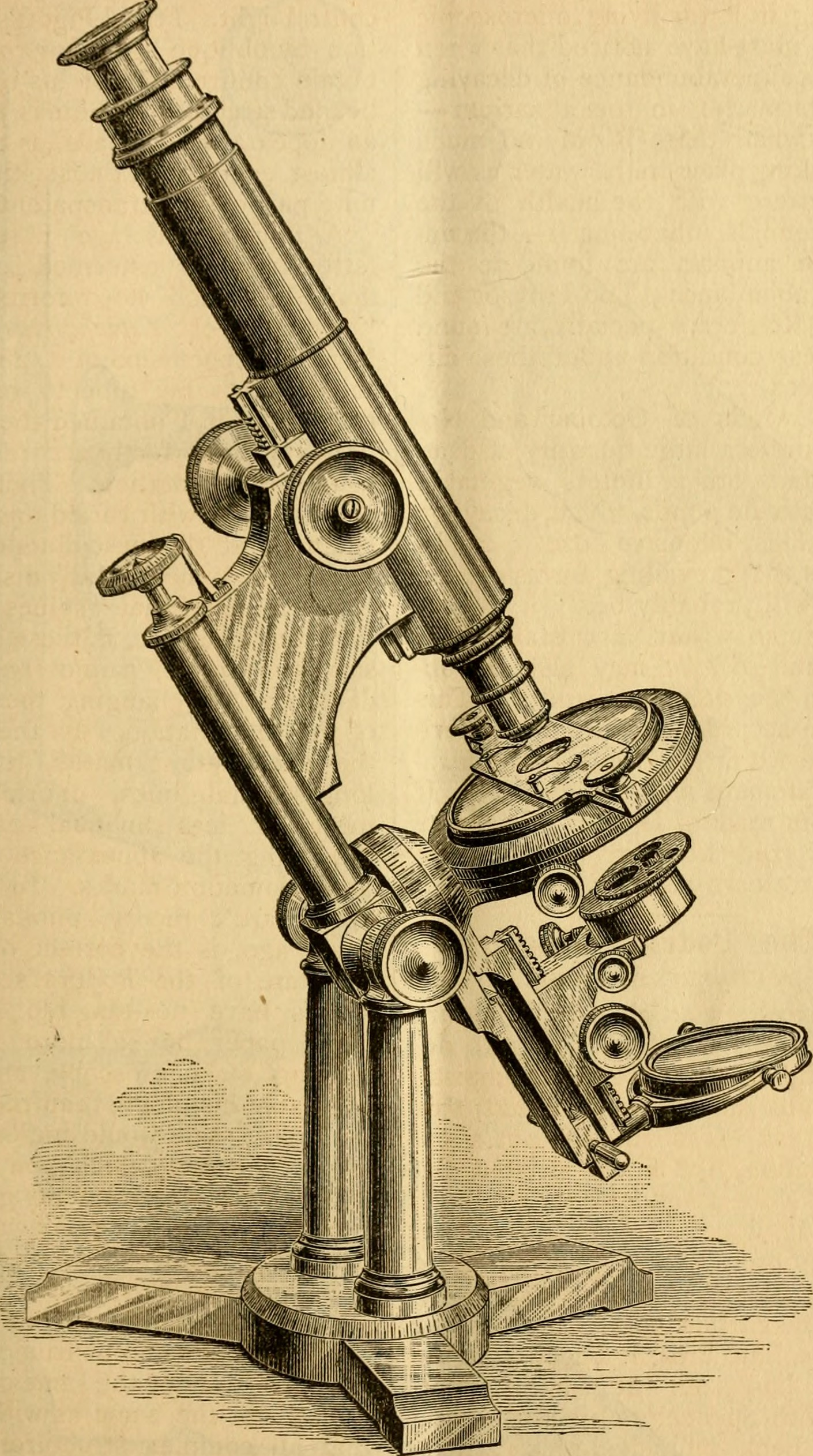
顕微鏡（1883年）
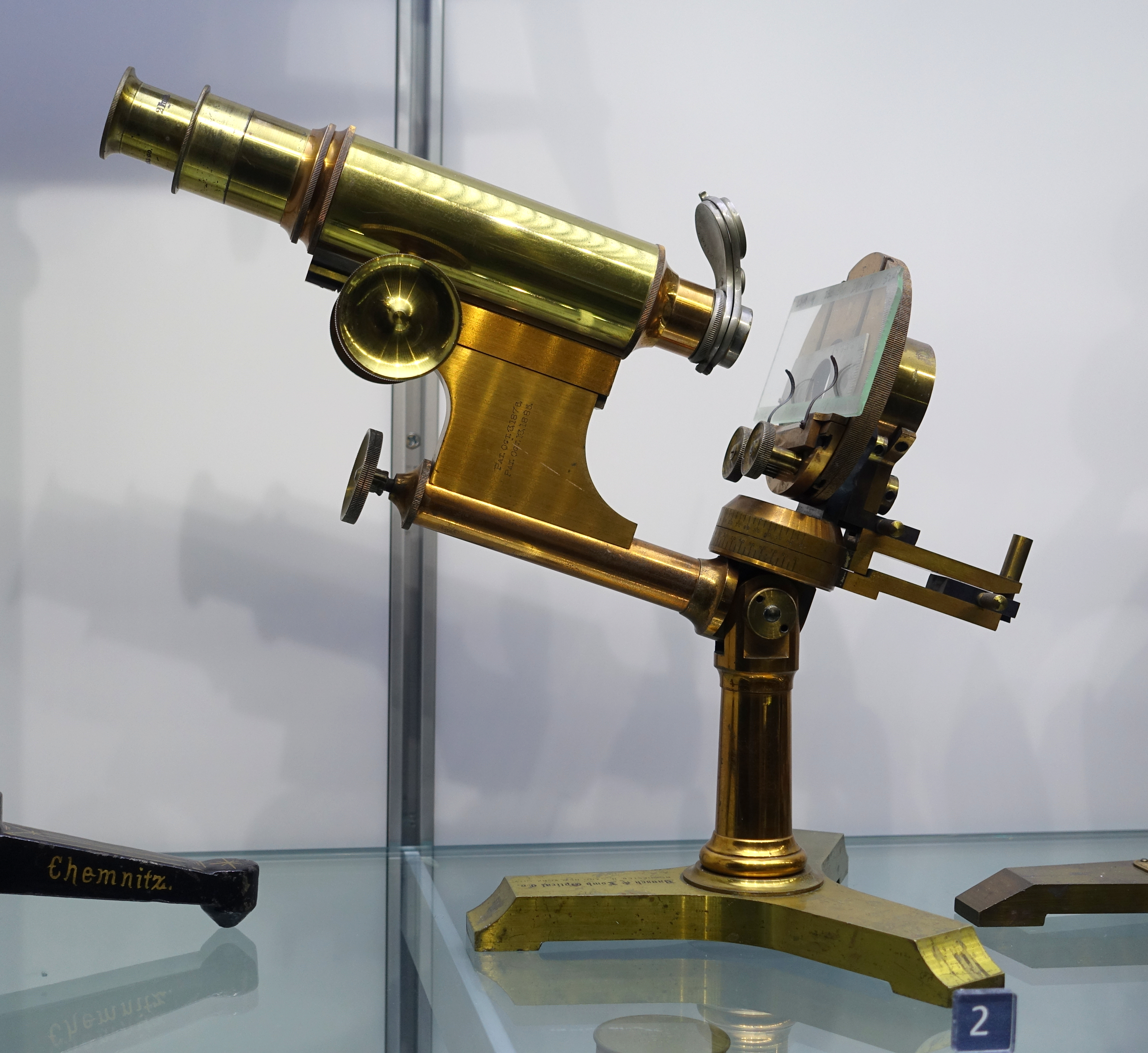
顕微鏡（1890年頃）
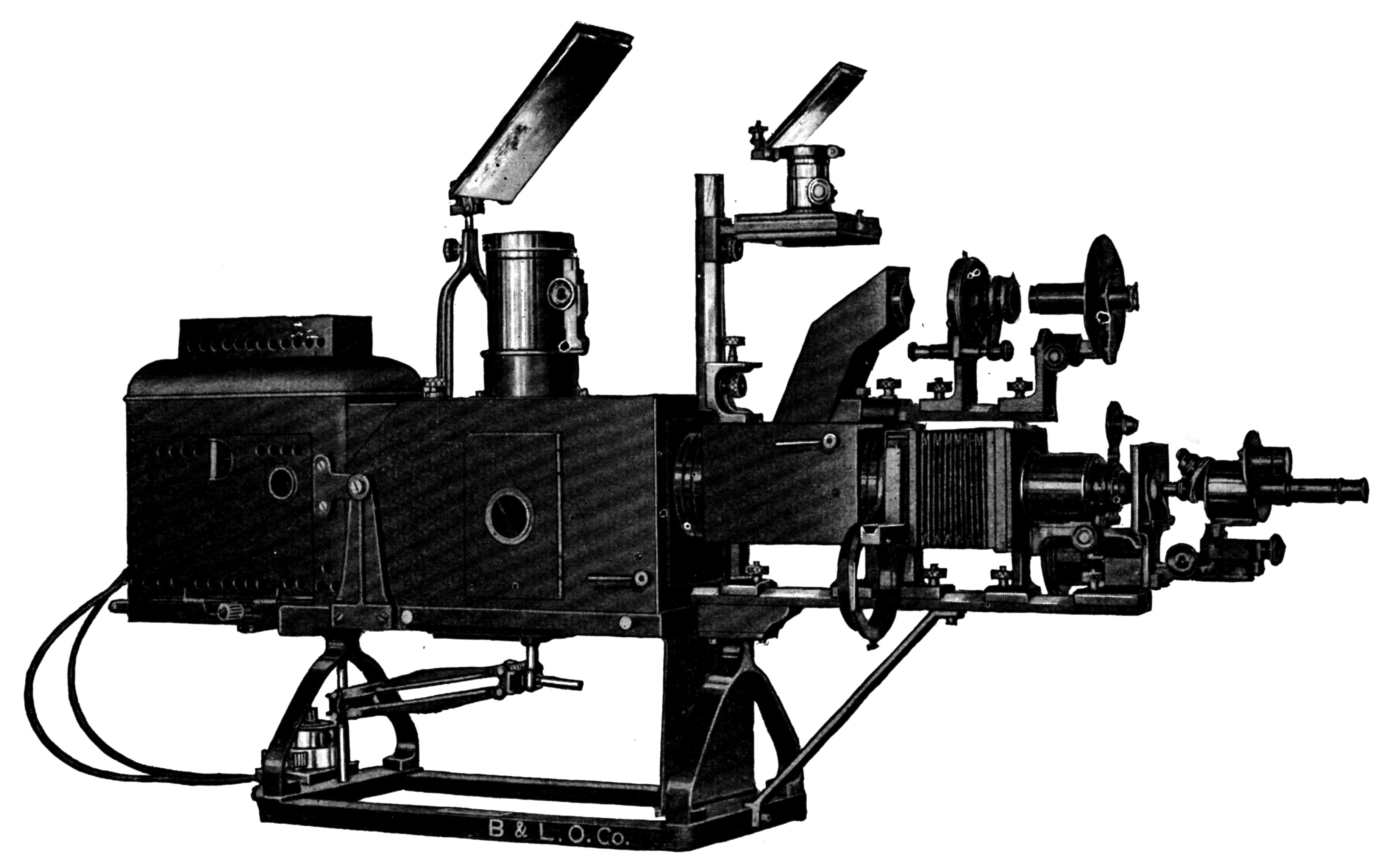
スライド映写機（1913年頃）

### 20世紀初頭の生産拡大
セオドア・ルーズベルト大統領に下でのアメリカ陸軍・海軍の増強に伴い、ボシュロム社は販売代理店のセグミュラー社を通じて光学測定用の高精度レンズの製造を依頼され、セグミュラー社との合弁会社を設立した。この新たな展開と同時に、新製品の開発や旧製品の改良のために、5人のメンバーからなる研究部門を発足させた。ドイツのカール・ツァイス社との新たな提携により、ボシュロム社、セグミュラー社、カール・ツァイス社の3社は、特許の使用や新しい市場の開拓などの面で、競争上の優位性を確保した。
1902年、ジョン・ボブの息子のウィリアム・ボシュは、溶融したガラスを鋳造することで、目的の形状をレンズを直接作り出す手法を開発した。それまでは、レンズを研磨する手法しかなかったが、これにより時間と材料の大幅な節約が実現した。1900年代前半から半ばにかけて、同社はアメリカで初めて高い光学的品質のガラスを生産した。1903年には、顕微鏡や双眼鏡、カメラのシャッターなどの製造を開始した。

### 2つの大戦期
政治的な出来事の影響により、同社はさらに発展した。第一次世界大戦により、携帯用双眼鏡、レンジファインダー、カメラレンズ、双眼望遠鏡、サーチライトミラー、魚雷管照準器、潜望鏡などの光学機器が必要となったため、製品の範囲を大幅に広げることができた。第一次世界大戦まで、ほとんどのヨーロッパや北米の国において、光学用ガラスやそれを使った機器（多くの軍用機器を含む）はドイツから輸入していた。化学製品や実験器具も同様だった。第一次世界大戦でドイツが敵国となったことで、これらのものをドイツ国外で製造する必要に迫られた。1930年代、同社の総生産量の70%を軍需品が占めていた。1936年、陸軍パイロットのためにサングラスを開発し、「レイバン」というブランド名とした。
1933年、ボシュロム社は優秀な理科系の高校生を表彰する「ボシュロム名誉科学賞」を開始した。

### 戦後
映像メディアの主役が映画からテレビに移り変わりつつある頃、ボシュロム社はシネマスコープのための改良光学系を開発した。これにより、フィルムベースのアナモルフィックレンズを使用したフォーマットが普及し、ほとんどの映画館でスクリーンの幅が2倍になった。
1965年、ボシュロム社は、チェコの科学者オットー・ウィフテルレとドラホスラフ・リムが開発したヒドロゲルコンタクトレンズの特許のアメリカでの使用権を得た。3年間の開発期間と2年間のアメリカ食品医薬品局による審査、300万ドルの投資により、ボシュロム社は1971年にポリメタクリル酸ヒドロキシエチル(pHEMA)製のコンタクトレンズを発売した。それまで発売されていたガラス製やアクリル製のコンタクトレンズとは異なり、このコンタクトレンズは柔らかいのが特徴だった。このコンタクトレンズは、「ソフレンズ」(Soflens)というブランド名で販売された。
1980年代半ばから、同社では大規模な組織再編を開始し、それまで同社の中核をなしていた、様々な用途のレンズの製造部門を売却した。サングラス部門はレイバンとして継続され、効果的なプロダクトプレイスメントにより好調な販売を続けた。ポリマー・テクノロジー(Polymer Technology)社やドクター・マン・ファーマ(Dr. Mann Pharma)社などの買収を計画的に行い、コンタクトレンズ製造などの既存事業を強化するとともに、新しい事業にも着手した。
一連の企業買収の結果、1997年に手術用製品を製造する部門が設立された。レイバンブランドは1999年にイタリアのルックスオティカグループに売却された。
ボシュロム社は、コンタクトレンズの最大手メーカーの一つとして、グローバルに事業を展開する企業へと発展した。現在、世界36カ国で約13,000人の従業員が働いている。2006年の総売上高は22億9000万米ドルと推定されている。

## 歴代の経営トップ
| 氏名                       | 肩書      | 任期                   |
| -------------------------- | --------- | ---------------------- |
| ジョン・ジェイコブ・ボシュ | President | 1885年–1926年          |
| エドワード・ボシュ         | President | 1926年–1935年          |
| M. Herbert Eisenhart       | President | 1935年 – 1950年12月    |
| Joseph F. Taylor           | President | 1951年1月 – 1954年11月 |
| Carl S. Hallauer           | President | 1954年11月 – 1959年3月 |
| William W. McQuilkin       | President | 1959年3月 – 1971年5月  |
| Jack D. Harby              | President | 1971年5月 –            |
| Daniel G. Schuman          | CEO       | – 1981年4月            |
| Daniel E. Gill             | CEO       | 1981年4月 – 1995年12月 |
| William M. Carpenter       | CEO       | 1996年 – 1998年6月     |
| Ron Zarella                | CEO       | 2001年–2008年          |
| Gerald Ostrov              | CEO       | 2008年 – 2010年3月     |
| Brent Saunders             | CEO       | 2010年2月 – 2013年8月  |
|                            |           |                        |
| ジョセフ・C・パパ          | CEO       | 2016年5月 -            |